# Zabrotes arenarius
Zabrotes arenarius är en skalbaggsart som först beskrevs av Albert Burke Wolcott 1912.  Zabrotes arenarius ingår i släktet Zabrotes och familjen bladbaggar. Inga underarter finns listade i Catalogue of Life.